# Tanytarsus inaequalis
Tanytarsus inaequalis är en tvåvingeart som beskrevs av Maurice Emile Marie Goetghebuer 1921. Tanytarsus inaequalis ingår i släktet Tanytarsus och familjen fjädermyggor. Arten är reproducerande i Sverige. Inga underarter finns listade i Catalogue of Life.